# Samuel Gee

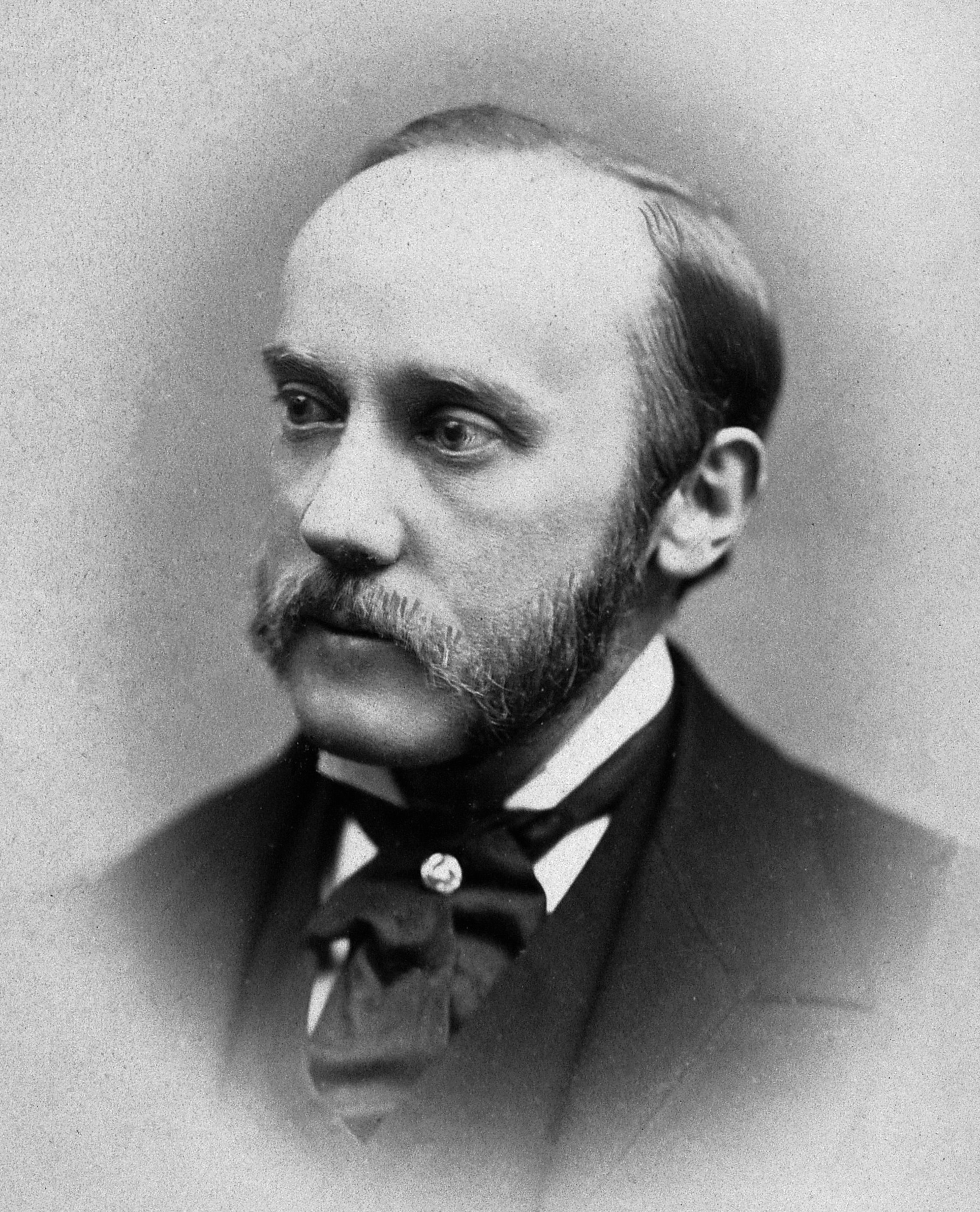
Samuel Jones Gee em 1881

Samuel Jones Gee (13 de setembro de 1839 – 3 de agosto de 1911) foi um médico e pediatra inglês. Em 1888 publicou a primeira descrição clínica moderna e completa da doença celíaca, a par da teoria da importância da dieta no tratamento. A sua contribuição levou ao epónimo "doença de Gee". A Gee é também atribuída a primeira descrição em língua inglesa do síndrome dos vómitos cíclicos.